# Fasciosi plantare
Per fasciosi o fascite plantare si intende un insieme di sintomi a prevalenza dolorosa che coinvolge la fascia plantare. È la più diffusa fra le cause che comportano dolore alla base del calcagno.

## Etimologia
Solitamente le sindromi che coinvolgono le manifestazioni tipiche del dolore vengono definite fasciti plantari, ma il termine non è corretto in quanto non è evidenziata nessuna infiammazione durante la manifestazione.

## Epidemiologia
Risulta essere più diffusa nel sesso femminile e in soggetti obesi, poiché in questi ultimi il peso abnorme causa schiacciamento delle parti molli del piede causando stress.

## Sintomatologia
I sintomi e i segni clinici che presentano dolore tipico si manifestano nell'episodio che occorre alla mattina quando la persona si alza dal letto e mettendo i piedi a terra sente dolore ai talloni, ma la manifestazione ritorna anche durante il susseguirsi del giorno. Il dolore aumenta se viene sollecitato con attività fisica o altra stimolazione. Solitamente ha una durata di almeno 6 mesi, raramente si arriva ad un anno.

## Eziologia
L'esatta causa è sotto controllo da parte della letteratura, la fasciosi deriva dalla periostite del calcagno ma ultimamente è stato dimostrato che la fasciosi plantare è associata all'atrofia muscolare a livello dell'abduttore del quinto dito.
Molto spesso è una patologia degli sportivi, soprattutto dei corridori:
- aumento improvviso del chilometraggio, sproporzionato all'allenamento
- postura scorretta di corsa
- scelta sbagliata delle scarpe da corsa
- corsa su terreni troppo duri

## Esami diagnostici
Per individuare la malattia potrebbe essere sufficiente l'esame obiettivo. Come esame diagnostico si utilizza la radiografia, che evidenzia nella metà dei casi un osteofita che però non risulta essere la causa della malattia.

### Diagnosi differenziale
Sono diverse le patologie che mostrano sintomi simili, come ad esempio la borsite calcaneare e la sindrome del tunnel tarsale, ma anche forme traumatiche acute come la rottura della fascia plantare (con episodi di tumefazione) o croniche come stress del calcagno. Altra patologia da non escludere è la spondiloartropatia sieronegativa. La malattia può evolversi nella neuropatia di Baxter.

## Terapie
Per una completa guarigione dai sintomi dolorifici sono necessari diversi mesi (dai 6 ai 12).
La terapia procede per gradi, dipendentemente dalla gravità: 
- fase acuta

- farmaci antinfiammatori per OS, tipicamente FANS, come il Diclofenac
- riposo: si consiglia di sospendere gli allenamenti (se di corsa) e passare ad attività complementari che non stressino la fascia (nuoto, cyclette..)
- stretching: intesi ad allungare i muscoli facenti capo al tendine d'Achille, come il gastrocnemio, il soleo, anche e soprattutto la mattina prima di scendere dal letto
- massaggi: tipicamente facendo rotolare una bottiglietta d'acqua gelata sotto il piede al massimo per 10 minuti a piede (ripetendo più volte)
- trattamento conservativo: pur rimanendo importante lo stretching, il riposo ed i massaggi, superata la fase acuta bisogna cercare la guarigione completa:

- tutore notturno: mantiene la fascia estesa durante le ore del sonno, facilitando la guarigione e riducendo i sintomi al mattino
- plantari: prescritti dal medico ortopedico e confezionati su misura da un tecnico ortopedico
consentono di riprendere spesso le attività
- ultrasuoni in acqua: fa parte delle terapie fisiche, di dubbia utilità
- Terapia a vibrazione locale: per alleviare del dolore
- terapia ad onde d'urto: nuovo trattamento (prima della chirurgia) ad alto indice di efficienza, in grado di facilitare la guarigione di casi cronici, prima di dover accedere all'operazione
- iniezioni di cortisone: sono indicate in caso di mancato miglioramento sintomatologico, ma tendono ad indebolire la fascia plantare risultando in un aumentato rischio di rottura
- trattamento chirurgico: riservato a casi di solito > 12 mesi

- rimuovere spine calcaneari
- detensionare la fascia tramite incisione chirurgica: attualmente eseguibile anche endoscopicamente
- evitare le ricadute

- gradualità: a questo scopo è importante evitare di riprendere le attività sportive all'improvviso, ma sempre per gradi
- biomeccanica: consente di analizzare eventuali difetti di postura alla base del sovraccarico tendineo alla base in prima istanza della patologia stessa
- stretching: va sempre continuato

## Trattamento chirurgico
Nei casi dove il dolore persiste e diventa insostenibile occorre procedere con la resezione parziale della fascia plantare.